# Supermodelo

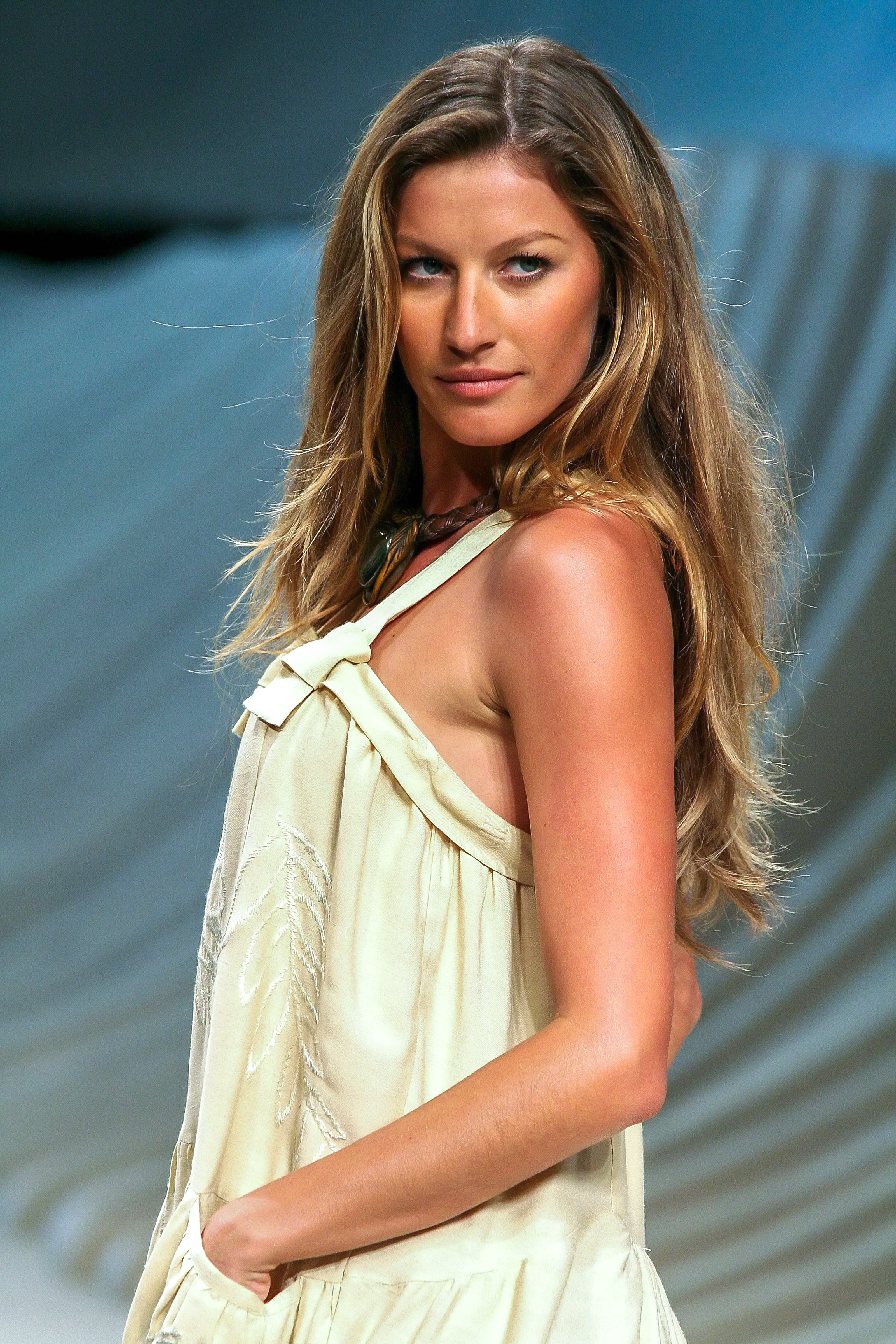
Gisele Bündchen fue la supermodelo mejor pagada del mundo según Forbes entre 2002 y 2016.

Una supermodelo es una modelo muy bien pagada que tiene reputación mundial y experiencia en alta costura y modelaje comercial. El término se hizo popular en la década de 1990. Las supermodelos suelen trabajar para destacados diseñadores de moda y marcas de ropa. Pueden tener contratos, patrocinios y campañas multimillonarias. Las supermodelos se han convertido en nombres familiares y el reconocimiento mundial está asociado con sus carreras como modelos. Han aparecido en las portadas de las principales revistas de moda. Claudia Schiffer afirmó en 2007 que «para convertirse en supermodelo hay que aparecer en todas las portadas del mundo al mismo tiempo para que la gente pueda reconocer a las chicas».

## Historia

### Origen del término y la primera supermodelo

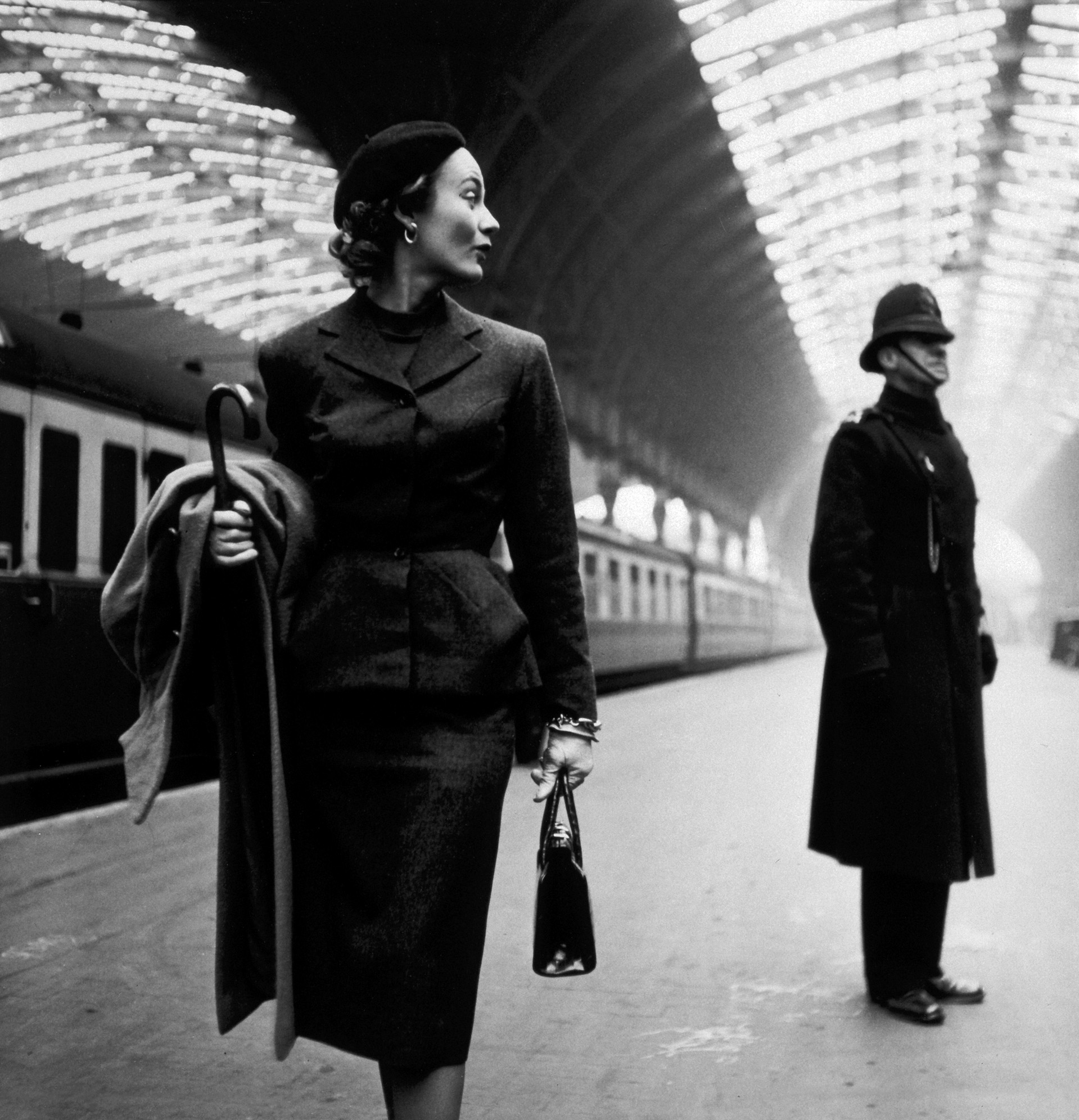
Lisa Fonssagrives en la estación de Paddington, año 1951.

Según el libro Model: The Ugly Business of Beautiful Women de Michael Gross, el primer uso conocido del término "supermodelo" fue en 1943 por un agente llamado Clyde Matthew Dessner en su libro sobre cómo hacer el modelaje. Sin embargo, una escritora llamada Judith Cass usó el término antes que Dessner en octubre de 1942 en su artículo en el Chicago Tribune titulado "Super Models are Signed for Fashion Show".
El término "supermodelo" fue utilizado nuevamente en los medios de comunicación en los años 1960 y 1970. En mayo de 1967 el diario de Salisbury Daily Times se refirió a Twiggy como supermodelo; en un artículo de febrero de 1968 la revista Glamour publicó la lista de las 19 "supermodelos"; en enero de 1970 el Daily Defender escribió "New York Designer Turns Super Model" (Diseñadora de Nueva York se convierte en Súper Modelo), The Washington Post y el diario de Mansfield News Journal utilizaron el término en 1971; y en 1974 tanto el Chicago Tribune como The Advocate también utilizaron el término "supermodelo" en sus artículos. American Vogue empleó el término "supermodelo" en la portada por primera vez para describir a Margaux Hemingway en la edición del 1 de septiembre de 1975. La revista Jet también describió a Beverly Johnson como "supermodelo" en su edición del 22 de diciembre de 1977.
En 1979, la modelo Janice Dickinson afirmó haber acuñado el término "supermodelo" como un compuesto de la palabra superman y modelo. Durante una entrevista con Entertainment Tonight, Dickinson dijo que su agente Monique Pilar de Elite Model Management le preguntó: "Janice, ¿quién crees que eres, Superman?" Ella respondió diciendo: "No... yo soy una supermodelo, cariño, y tú te referirás a mí como una supermodelo y tú iniciarás una división de supermodelos". Dickinson también afirmó ser la primera supermodelo.
Sin embargo, Lisa Fonssagrives es ampliamente considerada como la primera supermodelo del mundo. Ella estuvo en la mayoría de las principales revistas de moda y de interés general desde 1930 hasta la década de 1950, incluyendo Town & Country, Life, Vogue, Vanity Fair, Harper's Bazaar, y Time. Dorian Leigh, también fue descrita como la primera supermodelo del mundo, así como Gia Carangi y Jean Shrimpton.

### Años 1960-70

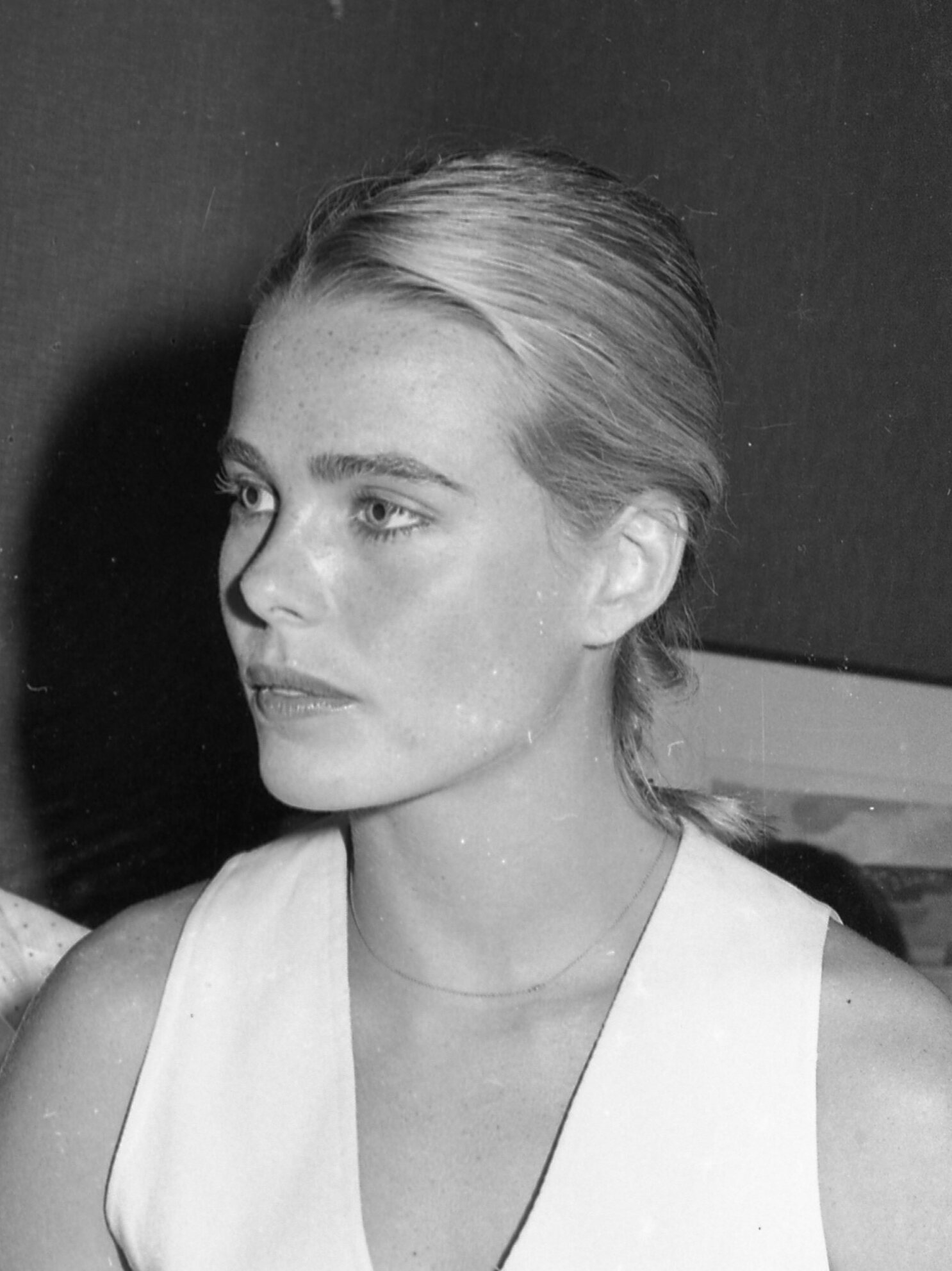
Margaux Hemingway en 1976. En 1975, Hemingway consiguió un contrato millonario sin precedentes en aquel momento como rostro del perfume Babe de Fabergé.

En 1968, un artículo en la revista Glamour describió a Twiggy, Cheryl Tiegs, Wilhelmina, Veruschka, Jean Shrimpton, y otras quince modelos más como "supermodelos".
En la década de 1970, algunas modelos se hicieron más prominentes y su nombre más reconocible para el público en general. La editora de Sports Illustrated Jule Campbell abandonó las tendencias de modelaje del momento para su incipiente Sports Illustrated Swimsuit Issue fotografiando modelos californianas "más altas y saludables" e imprimiendo sus nombres al lado de sus fotos, convirtiendo a muchas de ellas en nombres conocidos y estableciendo el traje de baño en piedra angular de la supermodelo.
En 1975, Margaux Hemingway consiguió el hito sin precedentes en la profesión de un contrato por un millón de dólares, como el rostro del perfume de Fabergé Babe y ese mismo año apareció en la portada de la revista Time, con la etiqueta de una de las "nuevas bellezas", dando más reconocimiento al nombre de las modelos de pasarela.

### Años 1980

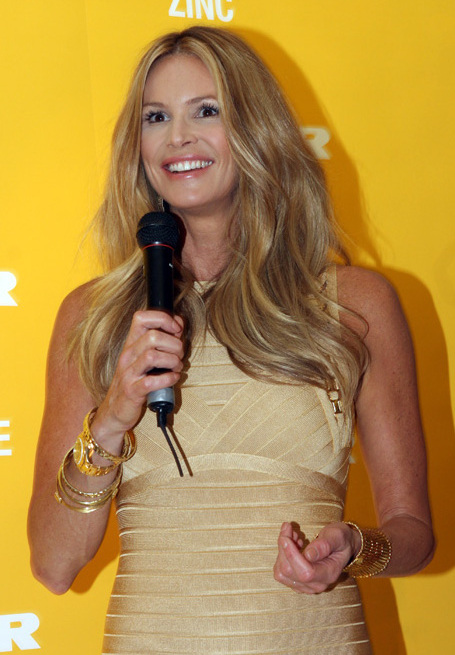
Elle Macpherson, apodada "El Cuerpo" por la revista Time.

En octubre de 1981, Life citaba a Shelley Hack, Lauren Hutton, la primera supermodelo de pasarela en recibir un contrato de una gran marca de cosméticos al ser contratada por Revlon en 1973 al igual que poco después la somalí Iman, la primera supermodelo negra, por Revlon, Margaux Hemingway de Fabergé, Karen Graham de Estee Lauder, Cristina Ferrare de Max Factor, y Cheryl Tiegs de CoverGirl proclamándolas las "caras del millón de dólares"; de la industria de la belleza. Estas modelos negociaron acuerdos lucrativos y exclusivos con grandes compañías multinacionales de cosméticos, fueron instantáneamente reconocibles y sus nombres se hicieron bien conocidos por el público. 
A inicios de los años 80, Inés de la Fressange fue la primera modelo en firmar un contrato de modelaje exclusivo con una casa de moda de alta costura, Chanel. A principios de la década de 1980, los diseñadores de moda comenzaron a hacer publicidad en la televisión y en vallas publicitarias. Las figuras de la pasarela como Gia Carangi, Cheryl Tiegs, Christie Brinkley, Kim Alexis, Paulina Porizkova, Yasmin Le Bon, Kathy Ireland, Brooke Shields, Carol Alt y Elle Macpherson comenzaron a avalar productos con sus nombres, así como sus rostros, a través de la comercialización de marcas como Diet Pepsi o camiones Ford. En 1980, Shields, de 14 años, fue la modelo de moda más joven en aparecer en la portada de Vogue. 
A medida que las modelos comenzaron a acaparar el glamour de antaño, comenzaron a reemplazar a las estrellas de cine como símbolos de lujo y riqueza. En este sentido, las supermodelos eran vistas no tanto como individuos sino como imágenes.

### Años 1990

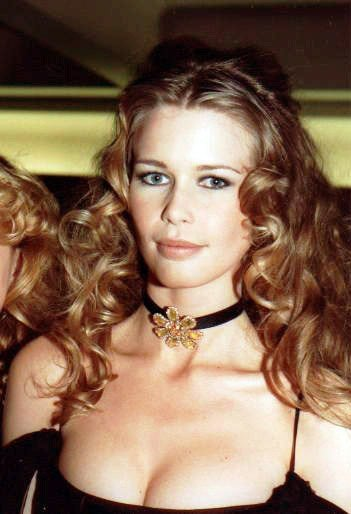
Claudia Schiffer en los Premios César en París en 1993.

En la década de 1990, la supermodelo se hizo todavía más prominente en los medios de comunicación. El título se convirtió en sinónimo de una superestrella, para significar que la fama de una supermodelo había surgido simplemente de su "personalidad". La fama las habilitó para hacerse cargo de sus carreras, para comercializarse a sí mismas y para obtener mayores comisiones.
La nueva era comenzó en 1990, con la célebre portada de la revista Vogue británica con Cindy Crawford, Christy Turlington, Naomi Campbell, Linda Evangelista y Tatjana Patitz, fotografiadas por Peter Lindbergh, que creó tal sensación en el mundo de la moda que llegaron a encarnar el término "supermodelo". Individualmente y asimismo, como grupo de élite, parecía como si la idea de la supermodelo hubiera sido acuñada sólo para ellas. Cada modelo había alcanzado gradualmente fama desde mediados de los años ochenta y ahora estaban entre las principales estrellas de la industria. Seleccionadas por Lindbergh para la portada de enero de Vogue, el cantante George Michael eligió a las mismas cinco modelos para el videoclip de su canción,"Freedom! 90", dirigida por David Fincher. 
Otras fotografías notables que capturaron esta nueva generación de modelos, incluyendo el famoso conjunto de desnudos tomado por Herb Ritts para Rolling Stone que incluía a Patitz, Crawford, Campbell, Turlington y Stephanie Seymour, ayudaron a cada supermodelo a alcanzar la fama y la fortuna mundial compartiendo las portadas de todas las ediciones internacionales de Vogue, caminando por las pasarelas de los diseñadores más importantes del mundo, al punto de ser reconocibles solo por sus nombres de pila, Cindy, Naomi, Claudia, Linda...

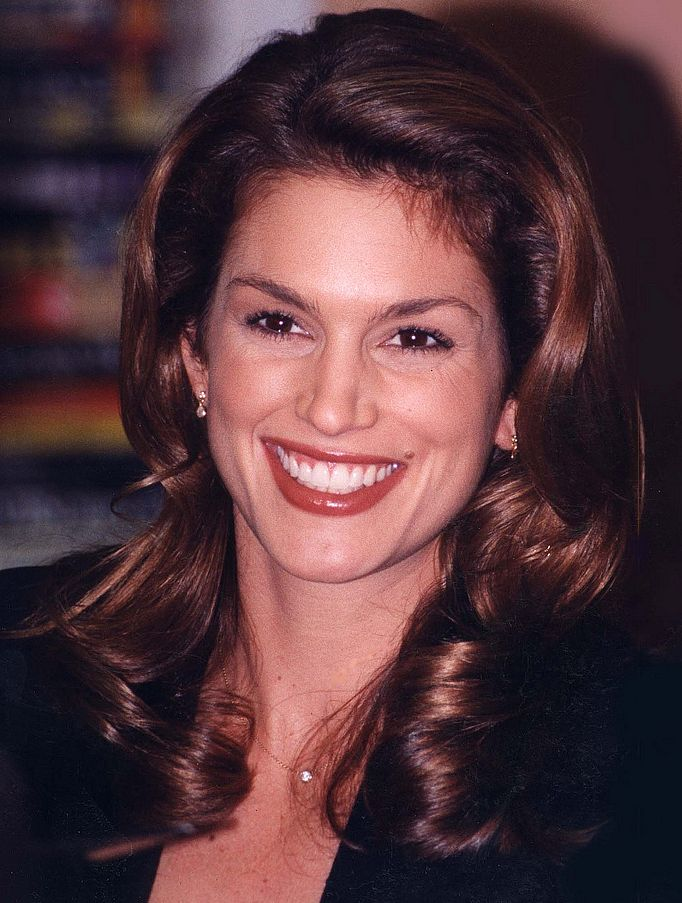
Cindy Crawford en 1995.

En 1991, Turlington firmó un contrato con Maybelline que le pagaba $800,000 por doce días de trabajo cada año. Cuatro años más tarde, Claudia Schiffer ganó 12 millones de dólares por sus varios trabajos de modelaje. Las autoridades del mundillo, desde Karl Lagerfeld hasta Time, declararon a las supermodelos más glamurosas que las estrellas de cine. 
Evangelista, Turlington y Campbell fueron conocidas como "La Trinidad", un término utilizado por primera vez por el fotógrafo Steven Meisel y mencionado por el periodista Michael Gross. Linda Evangelista era conocida como "camaleónica" por su especial habilidad para transformar su aspecto y reinventar su imagen corporal. Turlington era conocida como la "modelo segura", diciendo que "los clientes saben que si me contratan, nada saldrá mal". Campbell fue la primera modelo de raza negra en aparecer en la portada de Time, French Vogue y el número de septiembre de American Vogue, tradicionalmente el mayor y más importante del año. 
Campbell, Crawford, Evangelista, Patitz y Turlington fueron el grupo original considerado como "Las Cinco Grandes" supermodelos de la década de 1990. El término "Las Cinco Grandes" se usó más tarde para describir a Campbell, Crawford, Evangelista, Turlington y la alemana Claudia Schiffer (reemplazando a Patitz), y con la adición de la británica Kate Moss, llegaron a ser conocidas como "Las Seis Grandes".

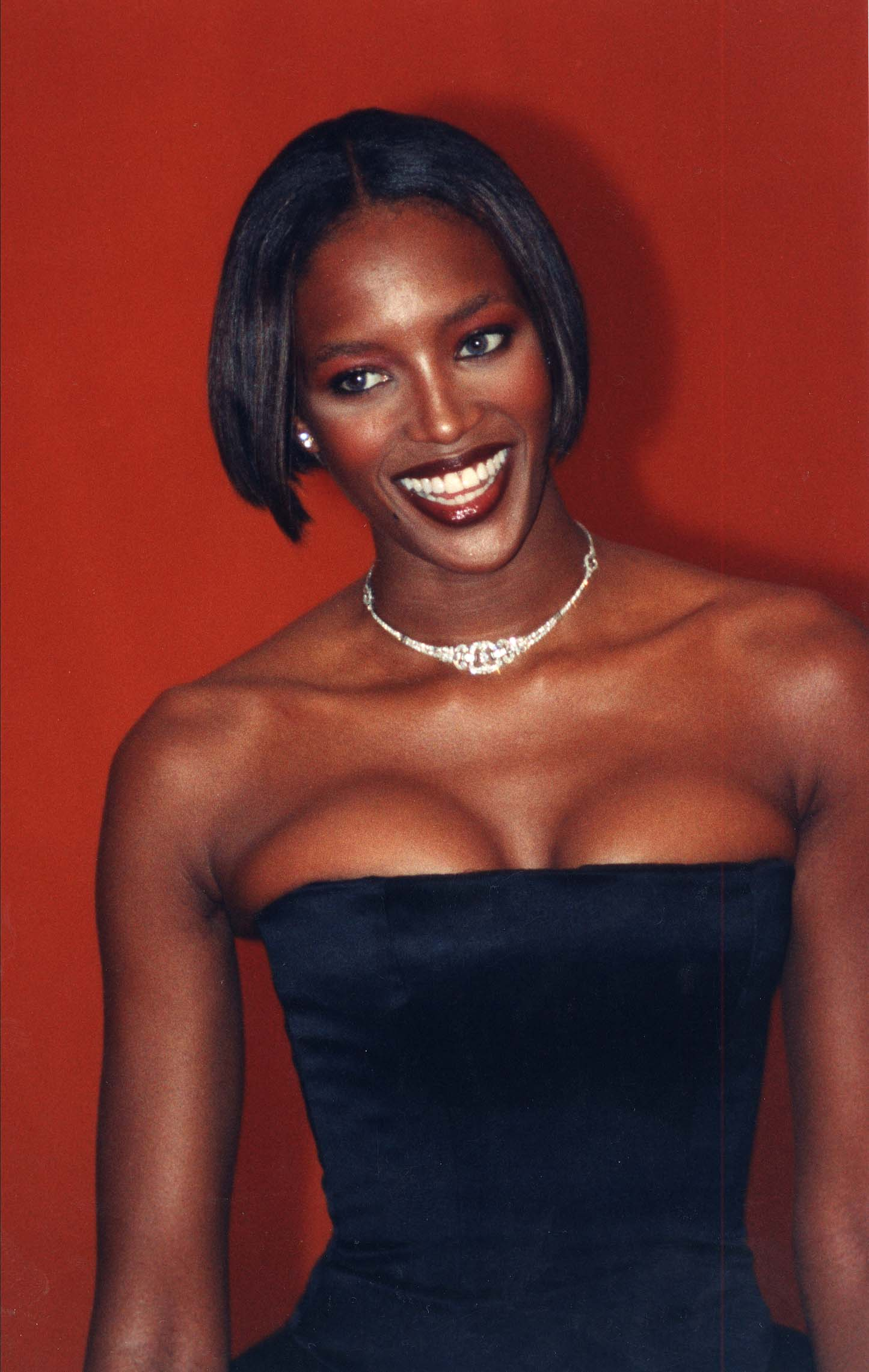
Naomi Campbell en 1997.

En el libro de 2006, In Vogue: La Historia Ilustrada de la Revista de Moda Más Famosa del Mundo (Rizzoli), los editores citan a las "supermodelos originales" y a Schiffer al citar a la editora jefa de la revista Vogue, Anna Wintour, diciendo: "Esas chicas eran tan fabulosas para la moda y reflejaban totalmente esa época... Eran como estrellas de cine". Los editores nombran modelos famosas de décadas anteriores, pero explican que "ninguna de ellas alcanzó la fama y el renombre mundial otorgado a Linda Evangelista, Christy Turlington, Cindy Crawford, Naomi Campbell, Tatjana Patitz, Stephanie Seymour, Claudia Schiffer, Yasmeen Ghauri y Karen Mulder a finales de la década de 1980 y principios de 1990. Estas modelos brillaron más allá de las páginas de las revistas. Muchas se convirtieron en las caras de las marcas de cosméticos y perfumes, tenían sus propios programas de televisión y vídeos de fitness y sus propias líneas de lencería... sus vidas, actividades, influencias e imágenes fueron objeto de todo tipo de análisis sociológico e histórico".
A mediados de la década de 1990, la era de las supermodelos culminó y una nueva era comenzó, impulsada por la "heroína chic" que favorecía modelos más andróginas y excesivamente delgadas. A finales de la década de 1990, las actrices, cantantes de pop y otras celebridades del entretenimiento comenzaron a reemplazar gradualmente a las modelos en las portadas de las revistas de moda y en las campañas publicitarias. El péndulo del protagonismo dejó muchas modelos en el anonimato. Una popular "teoría conspirativa" que explica la desaparición de las supermodelos es que los diseñadores y editores de moda se cansaron de la actitud de "no me levantaré de la cama por menos de 10 000 dólares al día"; y se aseguraron de que ningún pequeño grupo de modelos volviera a tener el poder que tuvieron "Las Seis Grandes". Aun así, el término siguió aplicándose a modelos notables como Laetitia Casta, Eva Herzigova, Carla Bruni, Yasmin Le Bon, Amber Valletta, Helena Christensen, Patricia Velasquez, Adriana Karembeu, Shalom Harlow, Małgosia Bela, Valeria Mazza, y Milla Jovovich.

### Años 2000
A partir del año 2000, Gisele Bündchen se convirtió en la primera de una oleada de modelos brasileñas en ganar fama entre el público y en la industria. Con numerosas portadas en Vogue, incluyendo una titulada "El regreso de la modelo sexy", a Bündchen se le atribuye el fin de la breve época de la "heroína chic" y las modelos de pasarela demacradas. Siguiendo sus pasos al firmar contratos con Victoria's Secret, también saltaron a la fama Adriana Lima y Alessandra Ambrosio. Sin embargo, esta nueva generación de supermodelos voluptuosas ya no pudo cruzar al mundo de la televisión, las películas y los programas televisivos tan fácilmente como sus predecesoras. Las oportunidades para el estrellato estaban menguando en el mundo del modelaje, y supermodelos como la alemana Heidi Klum y la estadounidense Tyra Banks se acercaron a la televisión con reality shows como Project Runway y America's Next Top Model, no solo para seguir siendo relevantes sino para establecerse como magnates del medio. Otras grandes estrellas de la era de los 2000 fueron Carmen Kass, Karolína Kurková, Hana Soukupová, Isabeli Fontana, Natalia Vodianova y Natasha Poly, también dominaron las pasarelas y las campañas publicitarias junto con Bündchen y compañía.
La revista Vogue estadounidense nombró a diez modelos (Doutzen Kroes, Agyness Deyn, Hilary Rhoda, Raquel Zimmermann, Coco Rocha, Lily Donaldson, Chanel Iman, Sasha Pivovarova, Caroline Trentini y Jessica Stam) como la nueva generación de supermodelos en su artículo de portada de mayo de 2007.

Algunas modelos que fueron ángeles de Victoria's Secret
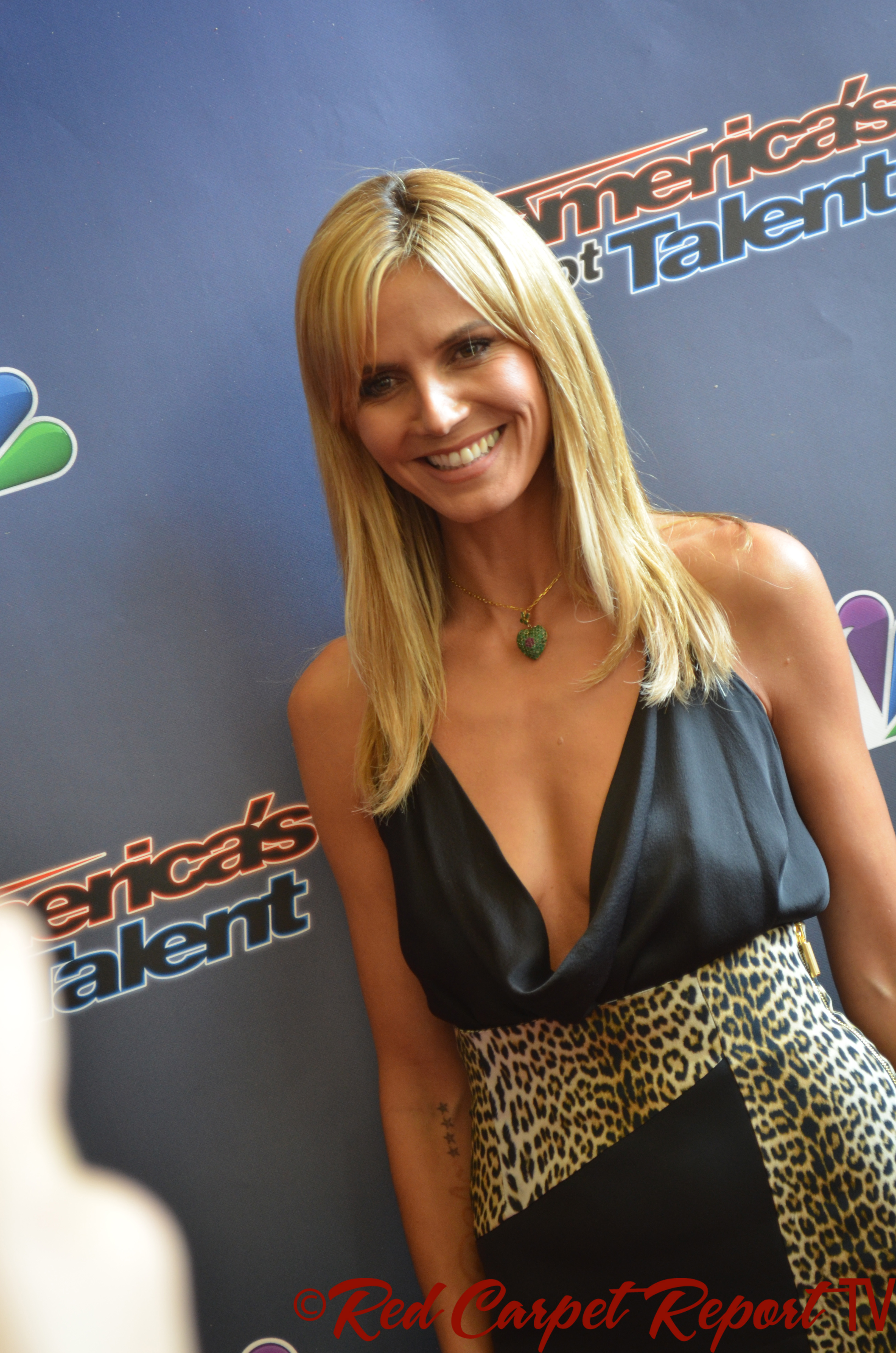
Heidi Klum
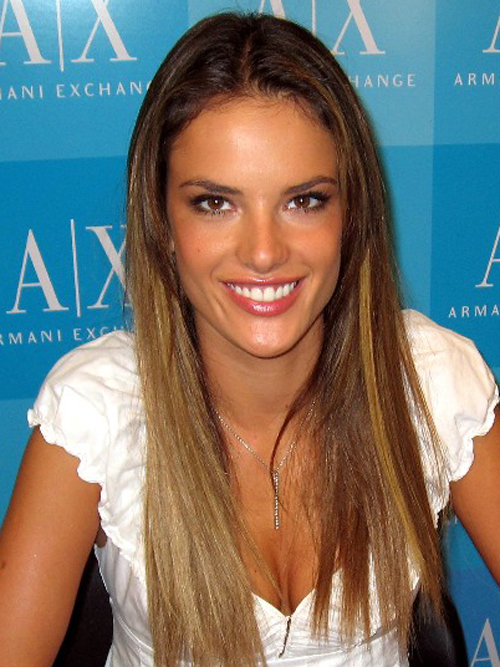
Alessandra Ambrosio
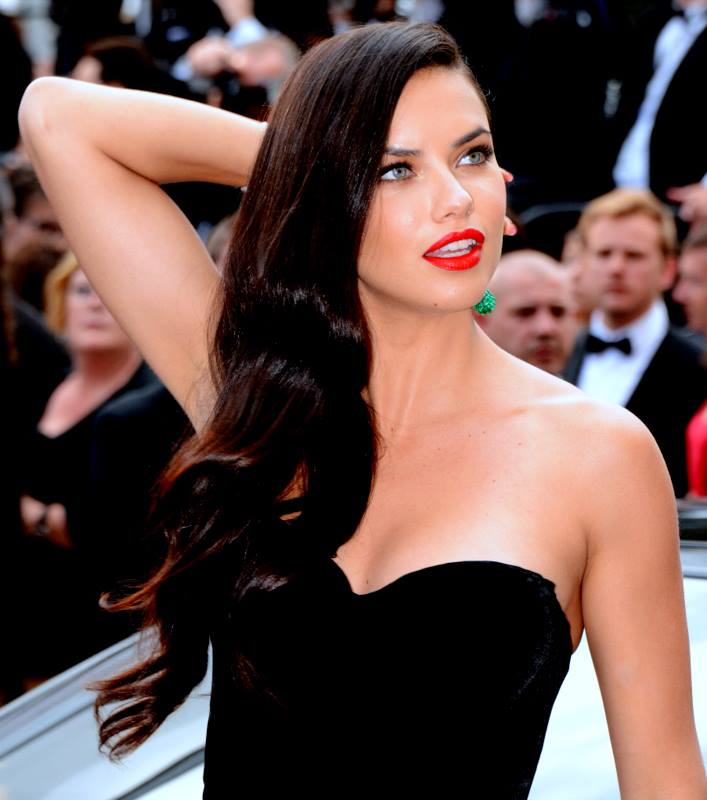
Adriana Lima
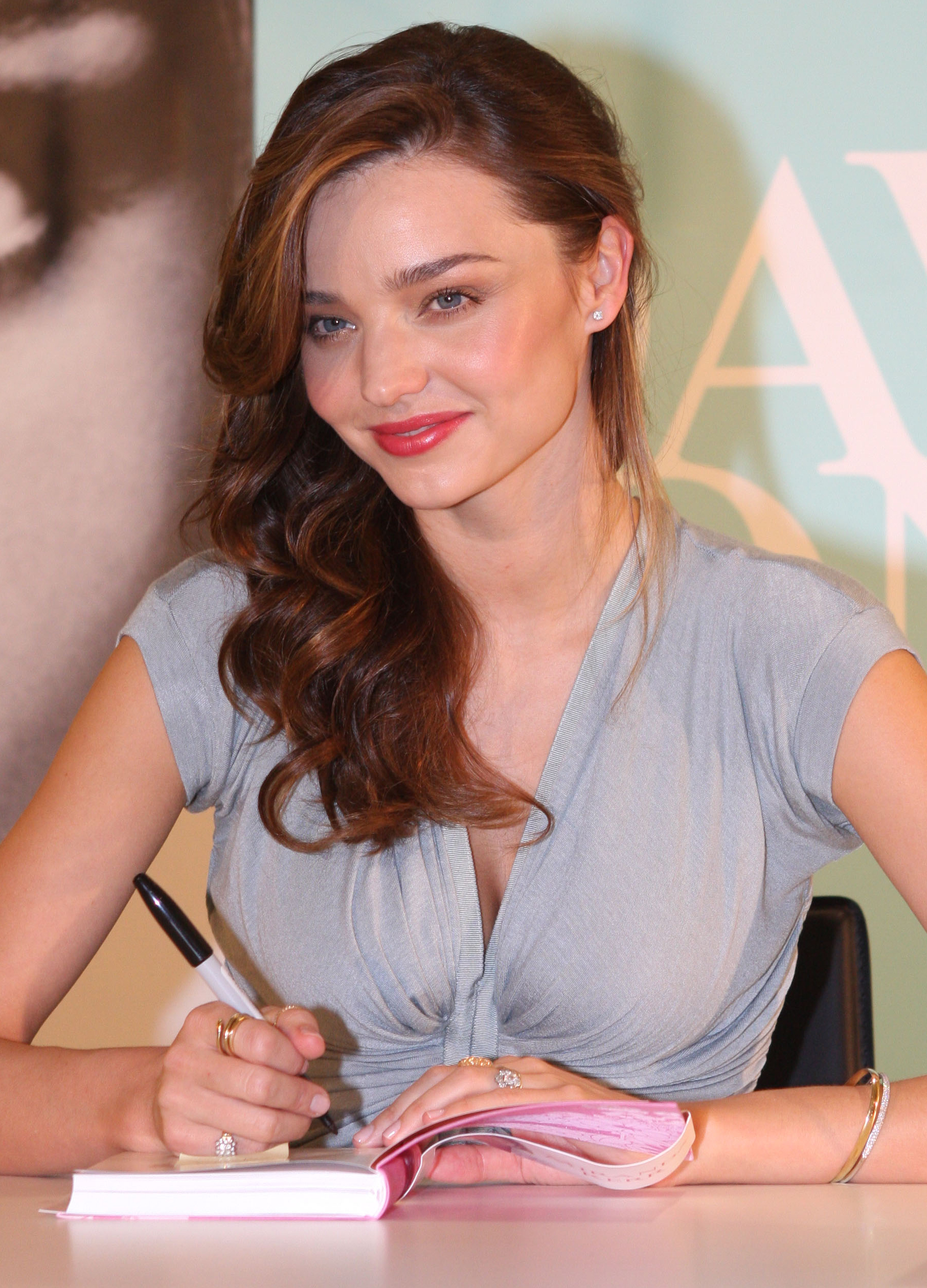
Miranda Kerr
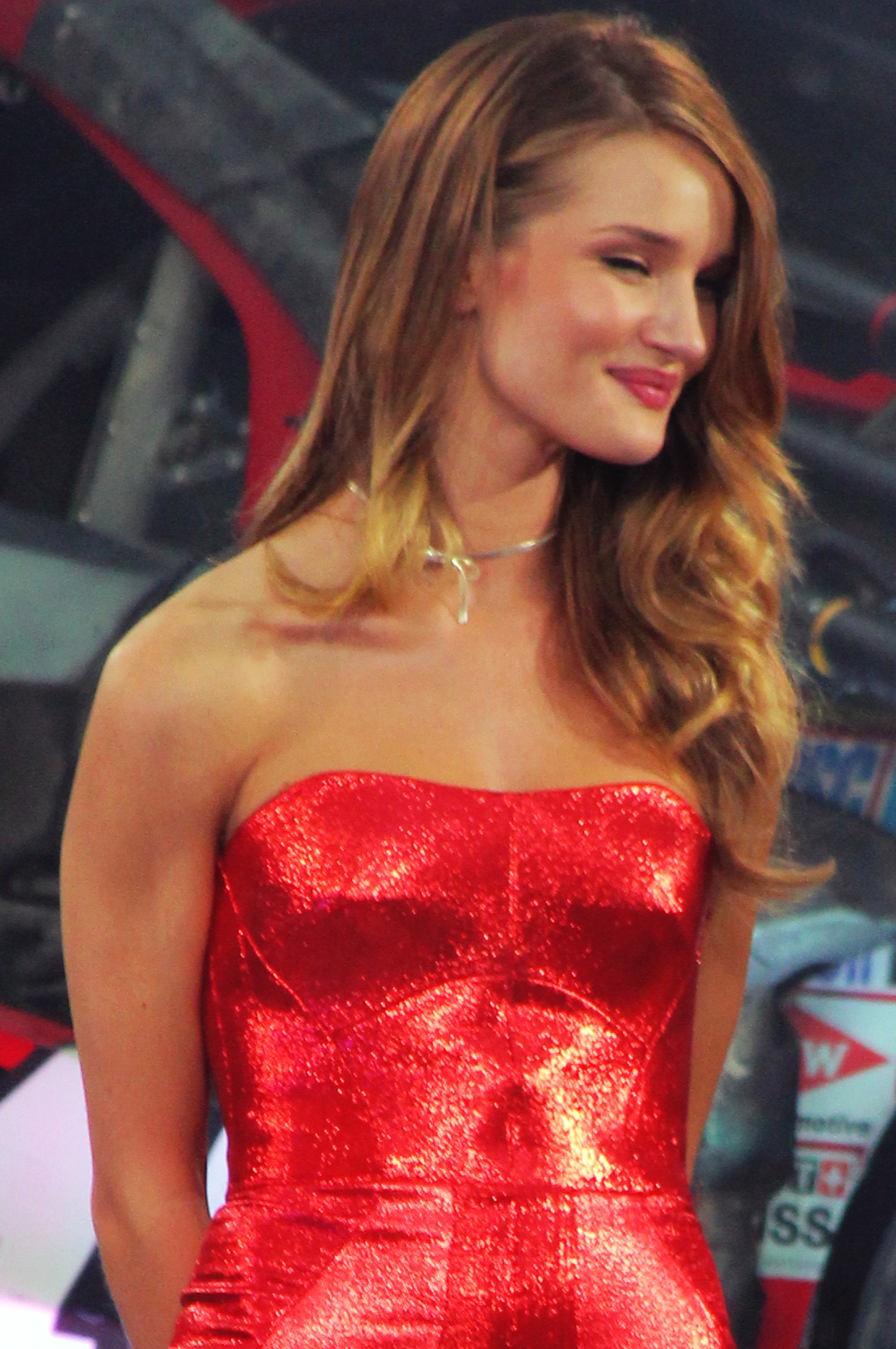
Rosie Huntington
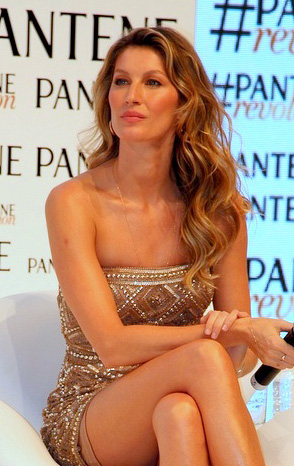
Gisele Bundchen
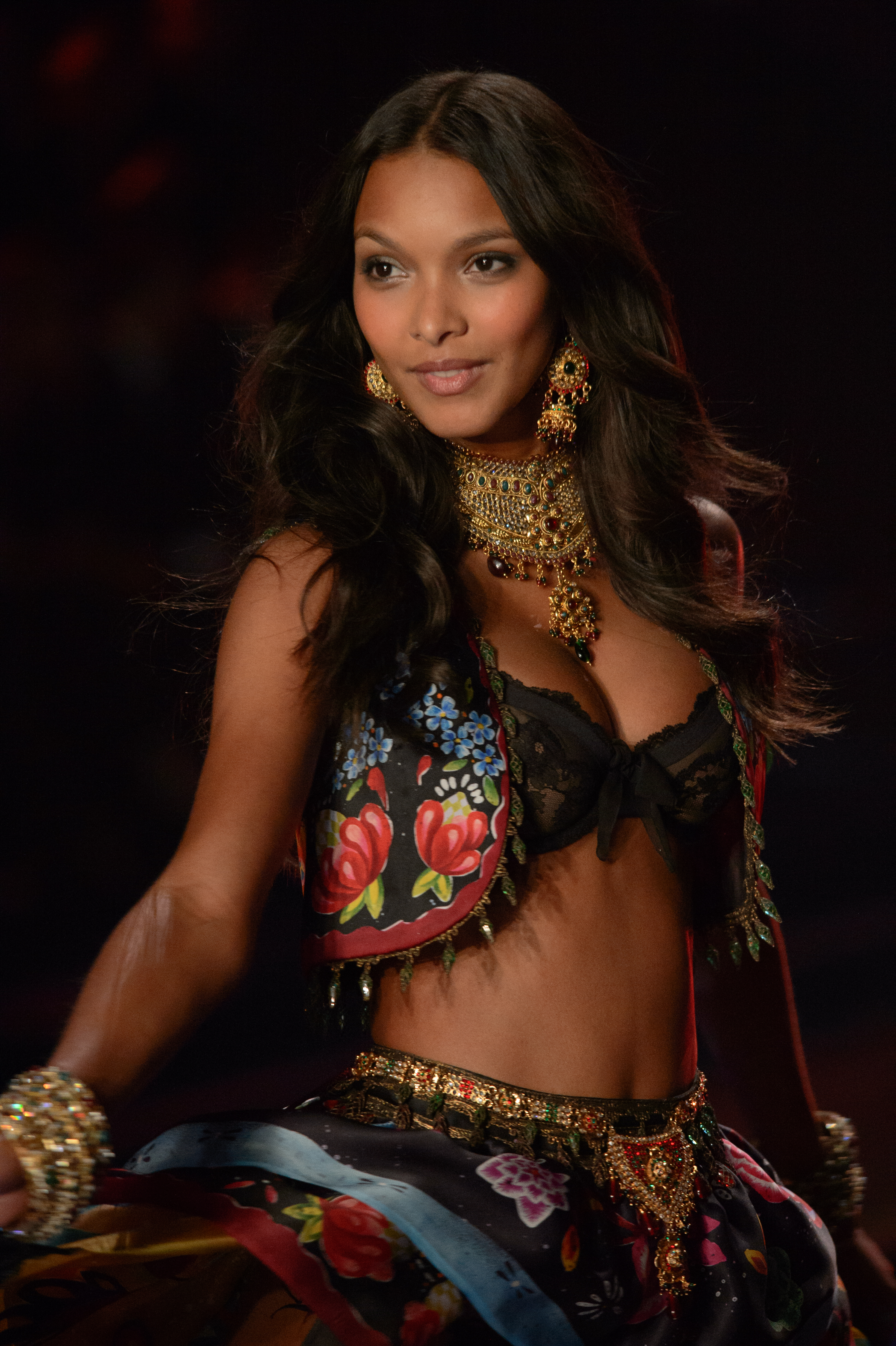
Lais Ribeiro
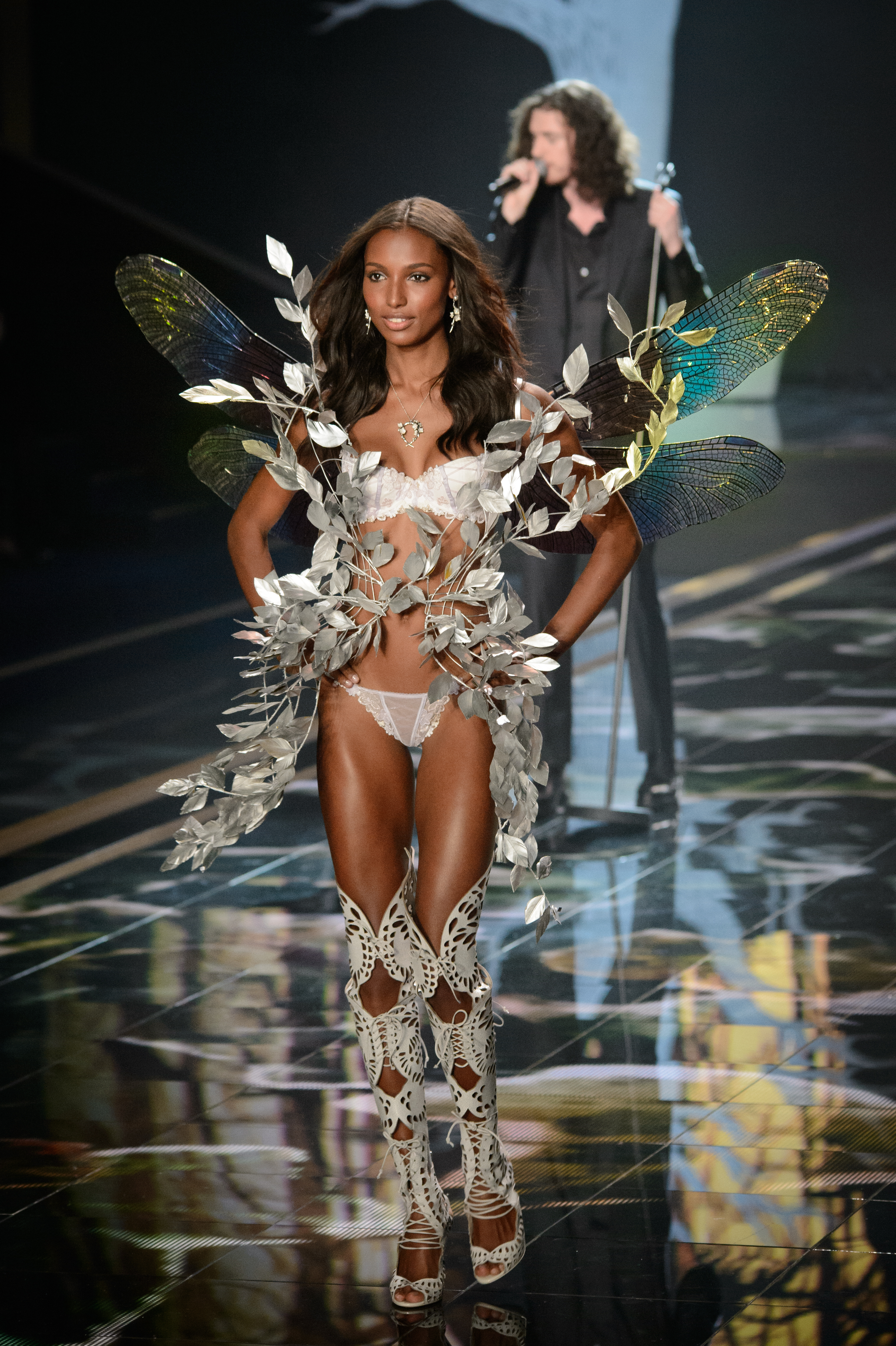
Jasmine Tookes
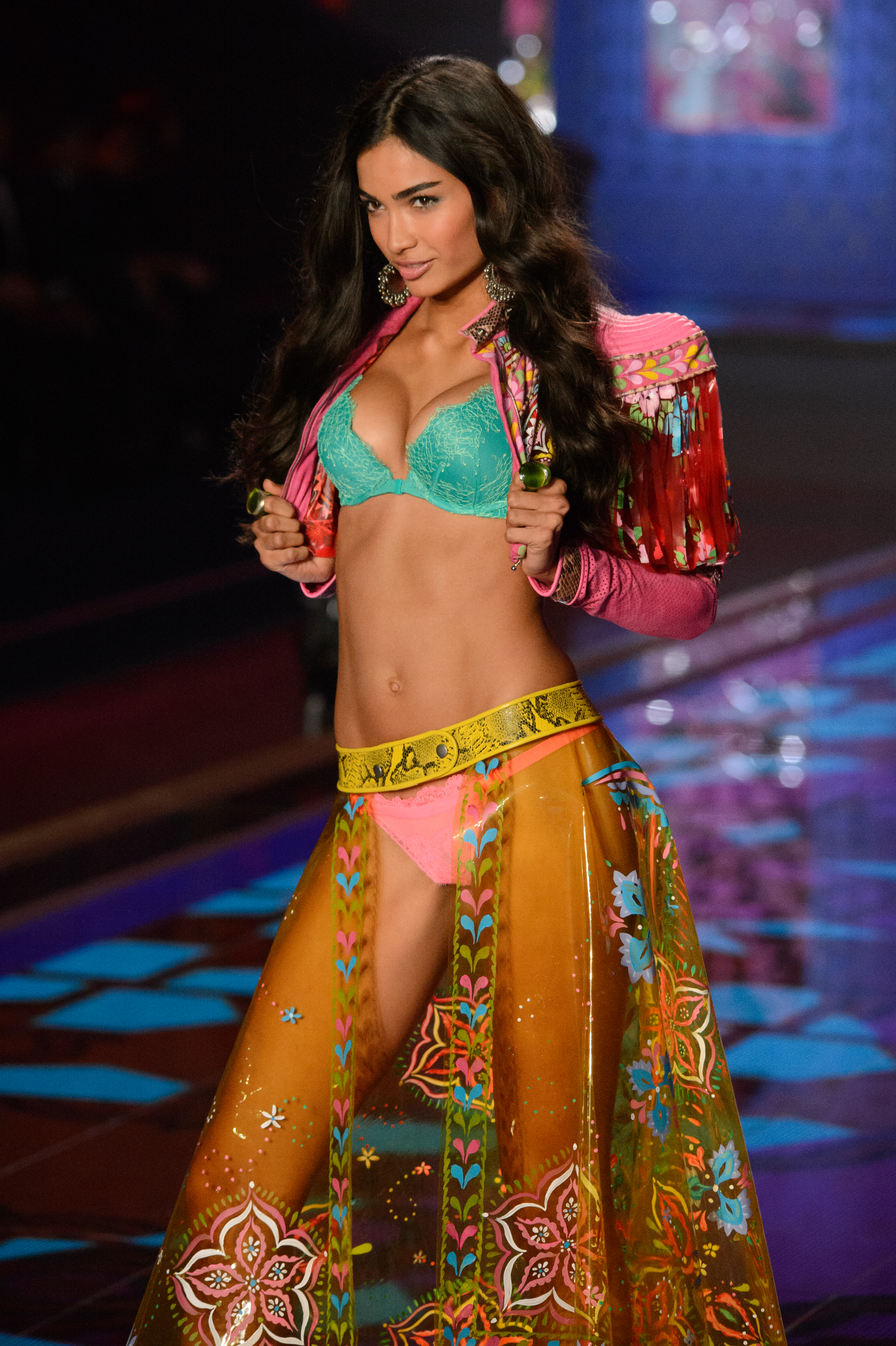
Kelly Gale

### Años 2010
Aunque la supermodelo tiende a ajustarse al estándar de belleza de la mayoría nativa, debido a la creciente importancia de las redes sociales (influencer) y a movimientos sociales, como la de la positividad corporal, el rango de diversidad en la industria de la moda se expandió a una mayor variedad de tamaños, etnias y visibilidad en las redes. Entre otras, se pueden citar a Ashley Graham, una modelo de talla grande; Camille Kostek de una "talla intermedia"; Liu Wen modelo asiática o Halima Aden, una modelo musulmana.
El auge de las redes sociales y los llamados "bebés del nepotismo" ha visto un cambio en el mundo del modelaje desde finales de la década de 2010 en adelante.  Esto significa que muchas de las "supermodelos" de hoy posiblemente alcanzaron la fama y obtuvieron las oportunidades que tienen debido a sus familias ricas y famosas. Ejemplos de estas modelos son Kendall Jenner, Cara Delevingne, Bella Hadid, Gigi Hadid y Kaia Gerber. A pesar de la controversia que rodea a estas modelos y los argumentos de que solo obtuvieron su fama debido a sus familias,  han demostrado ser algunas de las modelos más exitosas de la actualidad. En 2021, Kendall Jenner fue nombrada la supermodelo mejor pagada, con un ingreso de 40 millones de dólares. Las hermanas Hadid no se quedaron atrás, con Bella y Gigi ganando 19 y 20 millones de dólares respectivamente.

Algunas supermodelos de la década de 2010
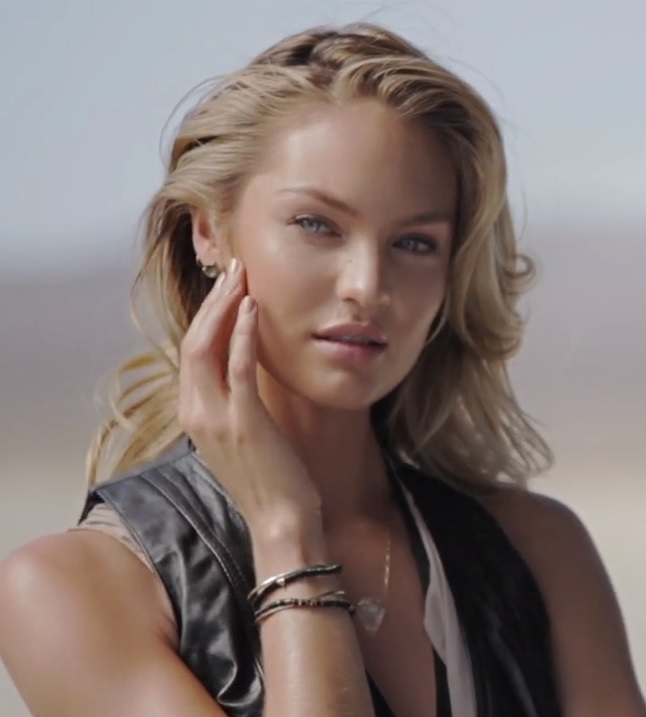
Candice Swanepoel
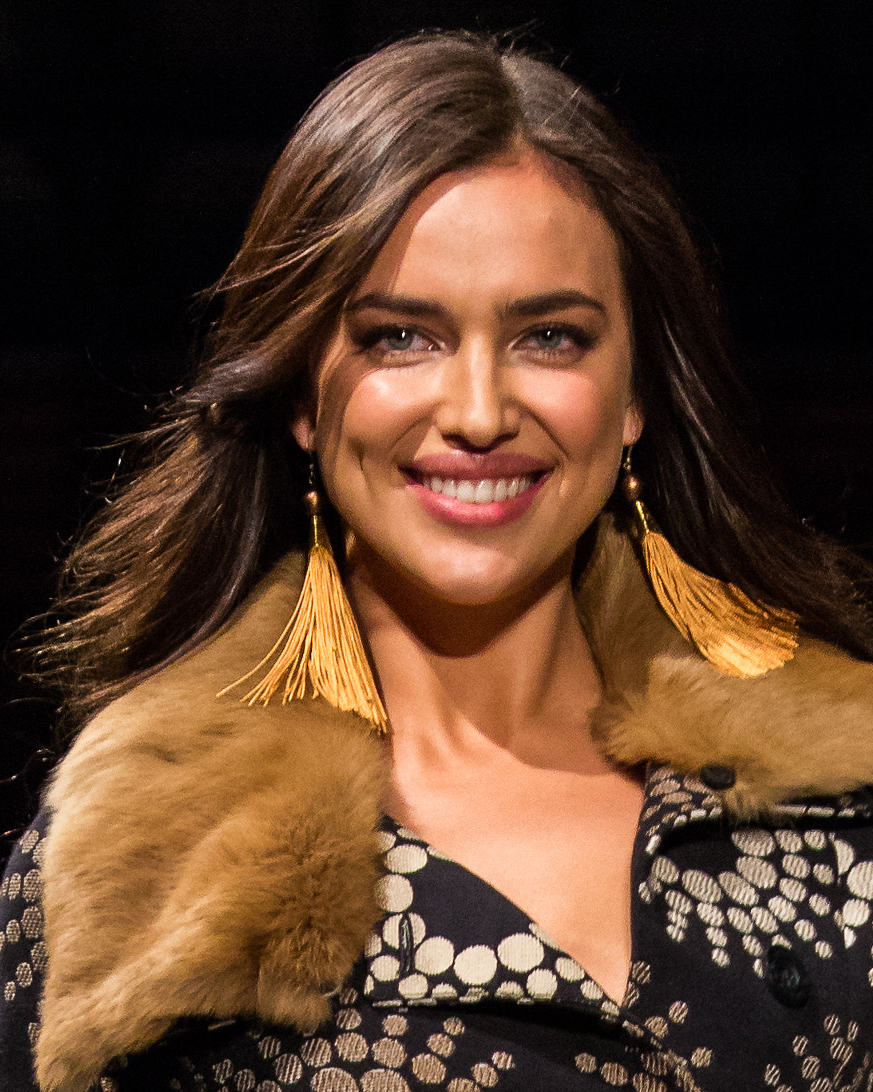
Irina Shayk
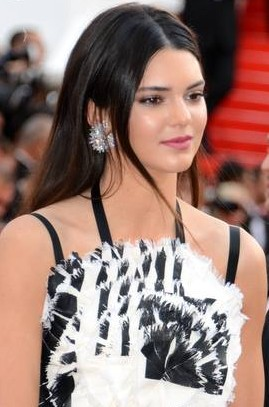
Kendall Jenner
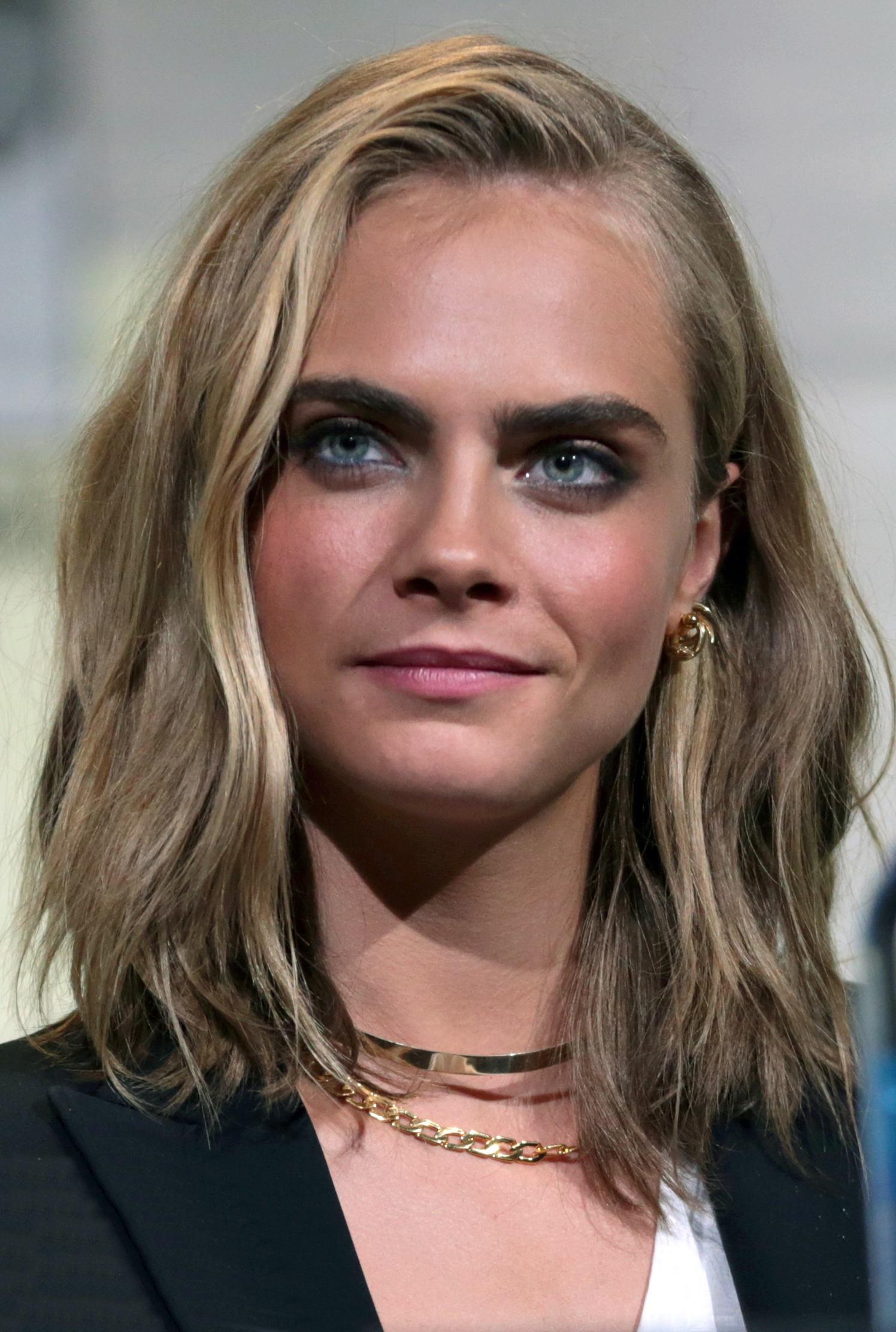
Cara Delevingne
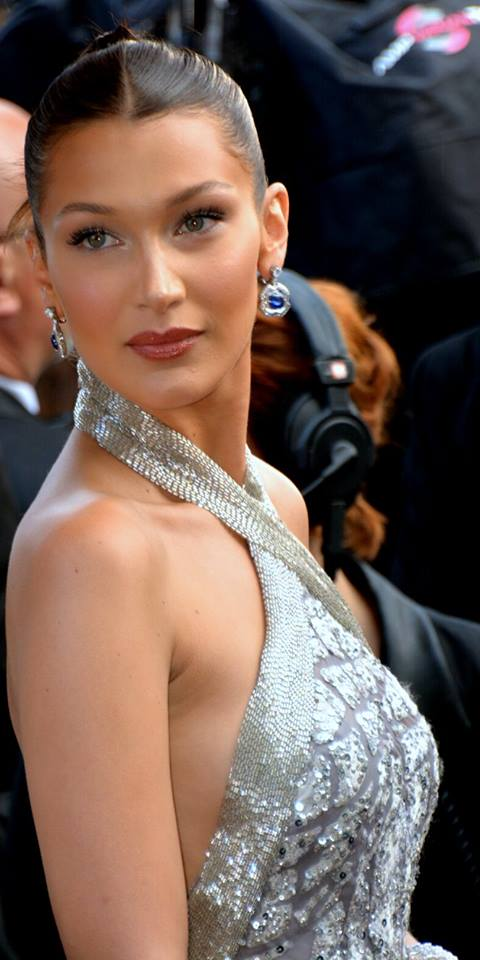
Bella Hadid
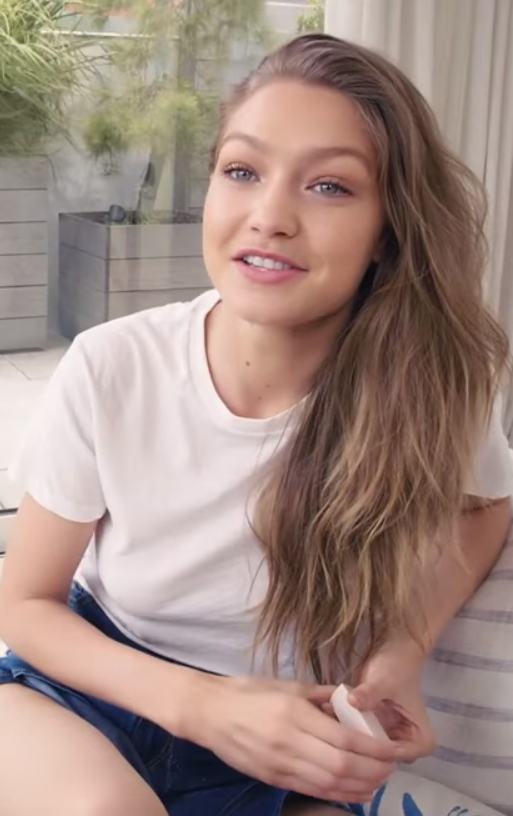
Gigi Hadid
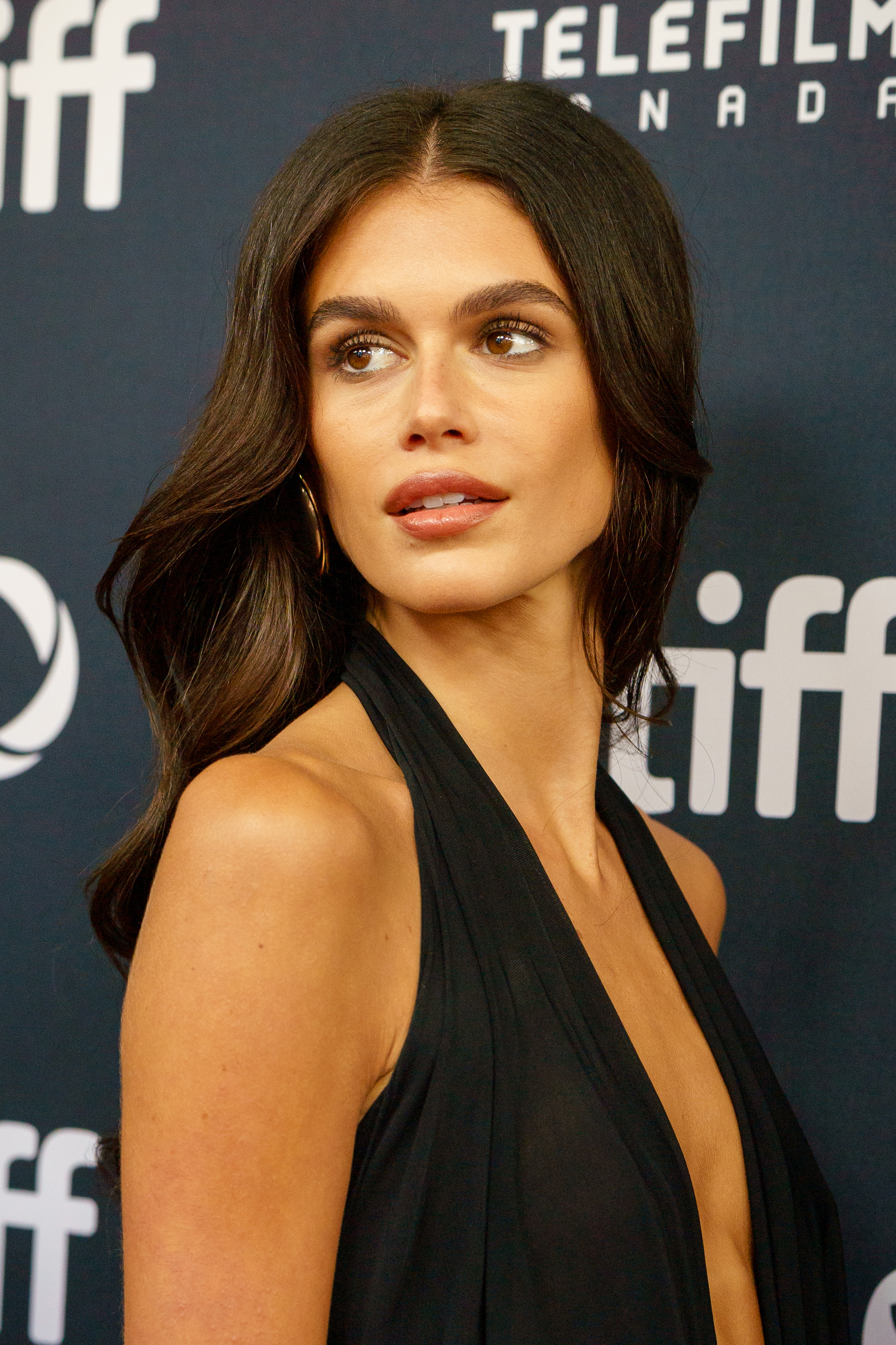
Kaia Gerber

### Años 2020
Varias revistas y sitios web, incluidas varias versiones internacionales de Elle, Harper's Bazaar y Vogue, han atribuido el título de "supermodelo" a una selección de modelos.
Los modelos masculinos incluyen a: David Gandy, Jon Kortajarena, Mathias Lauridsen, Alton Mason y Simon Nessman.
Las modelos femeninas incluyen a: Vittoria Ceretti, Imaan Hammam, Cong He , Felice Noordhoff, Blanca Padilla , Anja Rubik, Mika Schneider, Fei Fei Sun, Mona Tougaard y Rianne Van Rompaey.

## Supermodelos masculinos

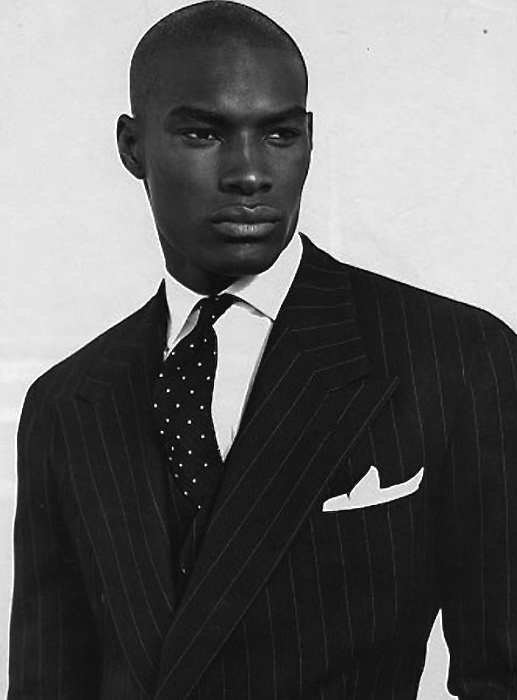
Tyson Beckford posando para Ralph Lauren, año 2013.

Además de los modelos mencionados anteriormente, una parte de la industria que genera grandes ingresos y que tiende a pasarse por alto es el sector masculino del modelaje. Si bien las mujeres son predominantemente conocidas en la industria del modelaje, los hombres también aparecen en anuncios de ropa, colonias, ropa deportiva y otros accesorios similares.

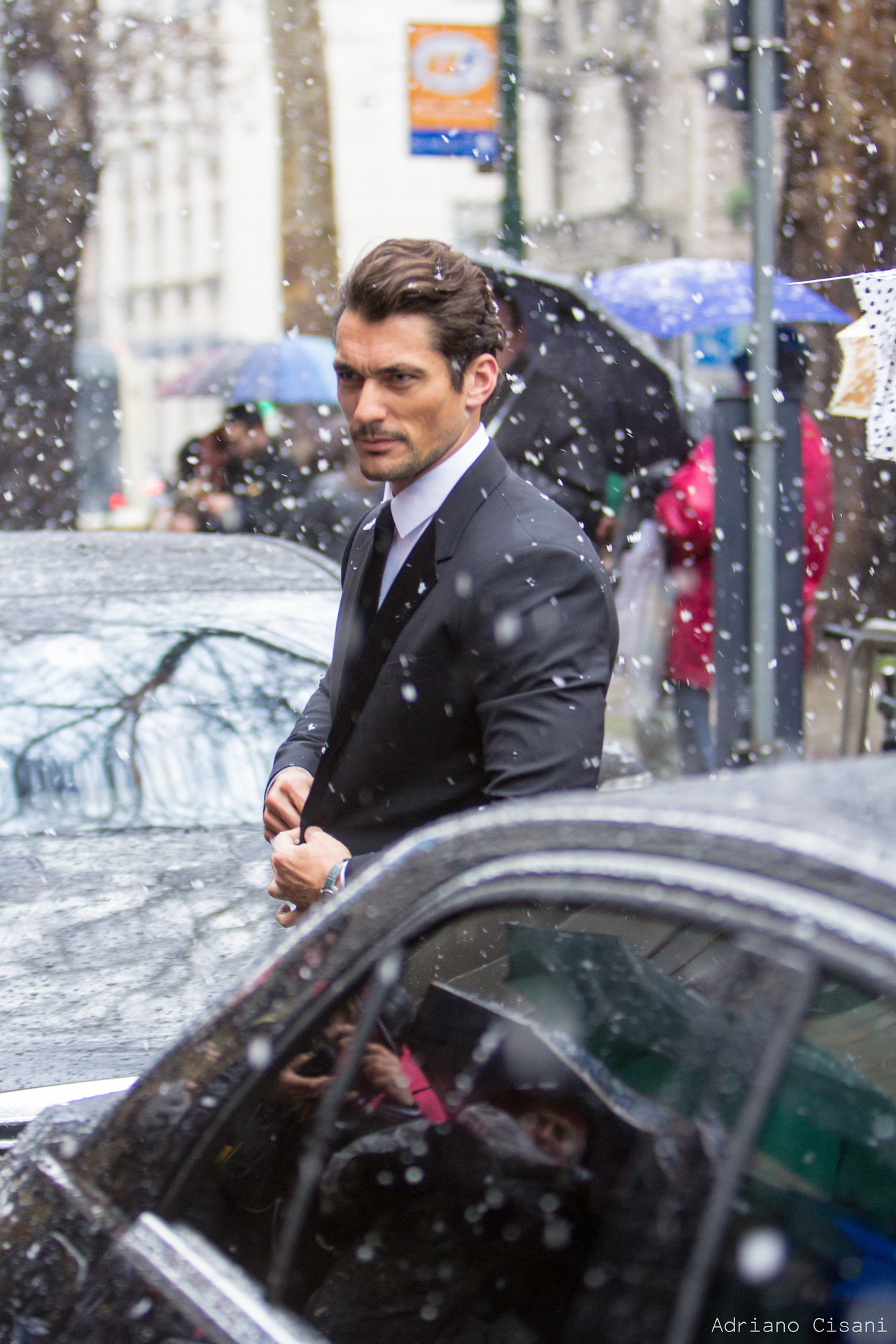
David Gandy en 2013.

El modelaje es una de las pocas industrias en las que se observa una brecha de género que se inclina hacia las mujeres. Las mujeres ganan hasta un 75% más que los hombres en la industria del modelaje. La modelo estadounidense Kendall Jenner, la modelo mejor pagada del mundo en 2022, ganó 40 millones de dólares, mientras que el modelo estadounidense Sean O'Pry ganó 1,5 millones de dólares, solo el 3% de lo que gana Jenner. Históricamente, el sector de la moda masculina ha recibido menos apoyo financiero que la industria de la moda femenina. Además de eso, solo hay 1 diseñador masculino por cada 20 diseñadoras. En general, la demanda de modelos femeninas es mucho mayor que la de modelos masculinos. Algunos también atribuyen la diferencia salarial a la carrera más larga de los modelos masculinos en comparación con los modelos femeninos debido a la actitud despectiva de la industria de la moda hacia las mujeres mayores.
Un estudio ha demostrado que ha habido un aumento anual del 17,4% en la ropa de hombre en línea entre 2010 y 2015. El segmento de ropa de hombre asciende a 568,9 mil millones de dólares en 2023 y se espera que el mercado crezca anualmente un 2,9%. En comparación con 2014, el mercado de ropa de hombre en 2023 ha crecido un 28%. Según Euromonitor, la demanda de ropa de hombre incluso ha estado creciendo un 0,2% más rápido que la de mujer. En los últimos años, también ha habido semanas de la moda masculina separadas en París, Milán, Nueva York y Londres. Los estudios han demostrado que esto se puede atribuir a que cada vez más hombres están empezando a preocuparse más por la moda y la belleza y por los modelos/celebridades masculinos expertos en redes sociales, como Lucky Blue Smith, Jason Morgan y David Gandy.

## Controversias

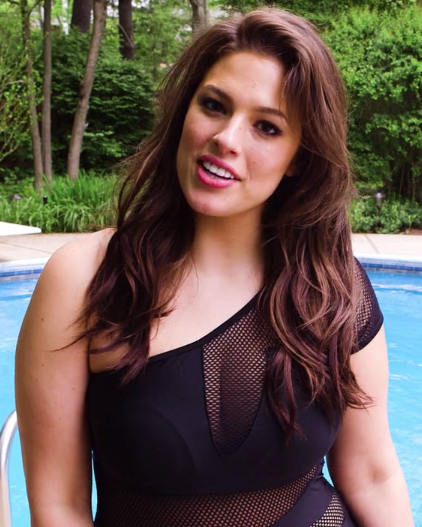
Ashley Graham, una modelo de talla grande.

La percepción de la supermodelo como una industria ha sido frecuente dentro y fuera de la prensa de moda, desde quejas de que las mujeres que desean este estatus adelgazan de forma poco saludable hasta acusaciones de racismo contra los grupos raciales dominantes de los países de origen en la primera década del siglo XXI, donde la "supermodelo" generalmente tiene que ajustarse al estándar de belleza de la mayoría nativa, por ejemplo, los estándares del norte de Europa en Estados Unidos o los estándares indios en la India. 
Según el escritor de moda Guy Trebay de The New York Times, en 2007, el look "androide" era popular, una mirada vacía y un cuerpo delgado que servía, según algunas convenciones de la industria de la moda, para resaltar la alta costura. Este no siempre había sido el caso. En la década de 1970 en América del Norte, las modelos negras, más pesadas y "étnicas" dominaron las pasarelas, pero los cambios sociales en la década de 1980 y principios de la década de 2000 persuadieron a los actores poderosos de la industria de la moda a evitar las sugerencias de "alteridad".
Sin embargo, desde la última parte de la primera década del siglo XXI, se ha observado un creciente nivel de diversidad racial entre las supermodelos en la escena de la moda estadounidense, que atiende a los crecientes mercados del este asiático, incluida la modelo japonesa Tao Okamoto y las modelos chinas Fei Fei Sun y Liu Wen. Debido a la creciente importancia de las redes sociales y los movimientos sociales como la positividad corporal de tercera ola, la gama de diversidad dentro de la industria se expandió a la diversidad en tamaños, géneros y visibilidad en las redes sociales.